# Lidl-Trek (femminile)
La Lidl-Trek, nota in precedenza come Trek-Segafredo, è una squadra femminile statunitense di ciclismo su strada. Ha licenza di UCI Women's WorldTeam ed è attiva tra le Elite dal 2019 affiancando l'omonima formazione professionistica maschile Lidl-Trek.
Diretta da Luca Guercilena e Ina-Yoko Teutenberg, nella stagione 2020 ha vinto le classifiche individuali (con Elizabeth Deignan) e a squadre del Women's World Tour. Nel 2021 sempre Deignan in maglia Trek ha vinto la prima storica Parigi-Roubaix femminile.

## Storia
Diretta da Luca Guercilena e Ina-Yoko Teutenberg, la squadra viene annunciata nel luglio 2018 e lanciata a inizio 2019 grazie alle sponsorizzazioni di Trek e Segafredo. Per la stagione d'esordio vengono messe sotto contratto cicliste come Elizabeth Deignan, Ellen van Dijk (entrambe ex campionesse del mondo), Lotta Lepistö, Elisa Longo Borghini, Jolanda Neff e Trixi Worrack. La formazione si aggiudica tre gare del calendario World Tour: l'Emakumeen Bira con Longo Borghini, il Women's Tour con Deignan, e infine la cronometro a squadre Vårgårda WestSweden TTT.
Nel 2020, in una stagione segnata dall'interruzione alle corse per la pandemia di COVID-19, la squadra si mette in evidenza con i successi di Deignan in tre prove in linea del World Tour (Grand Prix de Plouay, La Course by Le Tour de France  e Liegi-Bastogne-Liegi); questi risultati valgono alla britannica la vittoria nella classifica individuale del World Tour, e contribuiscono al successo del team in quella a squadre. Al Giro d'Italia è invece in evidenza Longo Borghini, terza nella classifica finale con un successo di tappa oltre alla vittoria nella cronometro a squadre.
Nel 2021 arrivano altre importanti vittorie: Longo Borghini conquista il Trofeo Alfredo Binda e il Grand Prix de Plouay, Lucinda Brand (giunta in squadra nel 2020) fa suoi il Thüringen Ladies Tour a tappe e la classifica GPM al Giro d'Italia, mentre Deignan si aggiudica la prima storica edizione della Parigi-Roubaix femminile.

## Cronistoria

### Annuario
| Anno | Codice  | Nome                                                         | Cat. | Biciclette | Dirigenza |
| ---- | ------- | ------------------------------------------------------------ | ---- | ---------- | --- |
| 2019 | TFS     | Trek-Segafredo                                               | WT   | Trek       | Manager: Luca Guercilena Dir. sportivi: Ina-Yoko Teutenberg, Giorgia Bronzini |
| 2020 | TFS     | Trek-Segafredo                                               | WTW  | Trek       | Manager: Luca Guercilena Dir. sportivi: Ina-Yoko Teutenberg, Giorgia Bronzini, Luc Meersman                                                                                          |
| 2021 | TFS     | Trek-Segafredo                                               | WTW  | Trek       | Manager: Luca Guercilena Dir. sportivi: Ina-Yoko Teutenberg, Giorgia Bronzini, Markel Irizar, Luc Meersman, Jaroslav Popovyč, Grégory Rast                                           |
| 2022 | TFS     | Trek-Segafredo                                               | WTW  | Trek       | Manager: Luca Guercilena Dir. sportivi: Ina-Yoko Teutenberg, Steven de Jongh, Markel Irizar, Luc Meersman, Jaroslav Popovyč, Grégory Rast, Paolo Slongo                              |
| 2023 | TFS LTK | Trek-Segafredo (fino al 29 giugno) Lidl-Trek (dal 30 giugno) | WTW  | Trek       | Manager: Luca Guercilena Dir. sportivi: Ina-Yoko Teutenberg, Kim Andersen, Adriano Baffi, Markel Irizar, Steven de Jongh, Luc Meersman, Jaroslav Popovyč, Grégory Rast, Paolo Slongo |

### Classifiche UCI
Aggiornato al 31 dicembre 2022.
| Anno | Classifica | Pos. | Migliore cl. individuale   |
| ---- | ---------- | ---- | -------------------------- |
| 2019 | World Cal. | 5º   | Elisa Longo Borghini (14ª) |
| 2019 | World Tour | 3º   | Elisa Longo Borghini (13ª) |
| 2020 | World Cal. | 1º   | Elisa Longo Borghini (2ª)  |
| 2020 | World Tour | 1º   | Elizabeth Deignan (1ª)     |
| 2021 | World Cal. | 2º   | Elisa Longo Borghini (2ª)  |
| 2021 | World Tour | 2º   | Elisa Longo Borghini (3ª)  |
| 2022 | World Cal. | 2º   | Elisa Longo Borghini (3ª)  |
| 2022 | World Tour | 2º   | Elisa Longo Borghini (2ª)  |

## Palmarès
Aggiornato al 7 luglio 2023.

### Grandi Giri
- Giro d'Italia

Partecipazioni: 5 (2019, 2020, 2021, 2022, 2023)
Vittorie di tappa: 6
2020: 2 (cronosquadre, Elisa Longo Borghini)
2021: 1 (cronosquadre)
2022: 2 (2 Elisa Balsamo)
2023: 1 (Elisa Longo Borghini)
Vittorie finali: 0
Altre classifiche: 3
2019: Italiane (Elisa Longo Borghini)
2020: Italiane (Elisa Longo Borghini)
2021: GPM (Lucinda Brand)
- Tour de France

Partecipazioni: 1 (2022)
Vittorie di tappa: 0
Vittorie finali: 0
Altre classifiche: 1
2022: Giovani (Shirin van Anrooij)

### Classiche
- Trofeo Alfredo Binda: 2

2021 (Elisa Longo Borghini); 2022 (Elisa Balsamo)
- Parigi-Roubaix: 2

2021 (Elizabeth Deignan); 2022 (Elisa Longo Borghini)
- Liegi-Bastogne-Liegi: 1

Liegi-Bastogne-Liegi (Elizabeth Deignan)

### Campionati nazionali
- Campionati australiani: 1

In linea: 2023 (Brodie Chapman)
- Campionati danesi: 1

In linea: 2021 (Amalie Dideriksen)
- Campionati francesi: 4

In linea: 2020, 2022 (Audrey Cordon-Ragot)
Cronometro: 2021, 2022 (Audrey Cordon-Ragot)
- Campionati italiani: 8

In linea: 2020, 2021, 2023 (Elisa Longo Borghini); 2022 (Elisa Balsamo)
Cronometro: 2020, 2021, 2022, 2023 (Elisa Longo Borghini)
- Campionati olandesi: 2

Cronometro: 2022 (Ellen van Dijk)
- Campionati polacchi: 2

Cronometro: 2019, 2020 (Anna Plichta)
- Campionati statunitensi: 1

In linea: 2019 (Ruth Winder)
Cronometro: 2022 (Leah Thomas)

## Organico 2023
Aggiornato al 30 giugno 2023.

### Staff tecnico
|  | Naz.                   | Ruolo | Sportivo            |  |  |  |
|  | ---------------------- | ----- | ------------------- |  |  |  |
|  | Italia (bandiera)      | GM    | Luca Guercilena     |  |  |  |
|  | Germania (bandiera)    | DS    | Ina-Yoko Teutenberg |  |  |  |
|  | Danimarca (bandiera)   | DS    | Kim Andersen        |  |  |  |
|  | Italia (bandiera)      | DS    | Adriano Baffi       |  |  |  |
|  | Spagna (bandiera)      | DS    | Markel Irizar       |  |  |  |
|  | Paesi Bassi (bandiera) | DS    | Steven de Jongh     |  |  |  |
|  | Belgio (bandiera)      | DS    | Luc Meersman        |  |  |  |
|  | Ucraina (bandiera)     | DS    | Jaroslav Popovyč    |  |  |  |
|  | Svizzera (bandiera)    | DS    | Grégory Rast        |  |  |  |
|  | Italia (bandiera)      | DS    | Paolo Slongo        |  |  |  |

### Rosa
|  | Naz.                     |  | Sportivo             | Anno |  |  |
|  | ------------------------ |  | -------------------- | ---- |  |  |
|  | Paesi Bassi (bandiera)   |  | Shirin van Anrooij   | 2002 |  |  |
|  | Gran Bretagna (bandiera) |  | Elynor Bäckstedt     | 2001 |  |  |
|  | Italia (bandiera)        |  | Elisa Balsamo        | 1998 |  |  |
|  | Paesi Bassi (bandiera)   |  | Lucinda Brand        | 1989 |  |  |
|  | Australia (bandiera)     |  | Brodie Chapman       | 1991 |  |  |
|  | Gran Bretagna (bandiera) |  | Elizabeth Deignan    | 1988 |  |  |
|  | Paesi Bassi (bandiera)   |  | Ellen van Dijk       | 1987 |  |  |
|  | Australia (bandiera)     |  | Lauretta Hanson      | 1994 |  |  |
|  | Germania (bandiera)      |  | Lisa Klein           | 1996 |  |  |
|  | Stati Uniti (bandiera)   |  | Taylor Knibb         | 1998 |  |  |
|  | Italia (bandiera)        |  | Elisa Longo Borghini | 1991 |  |  |
|  | Italia (bandiera)        |  | Gaia Realini         | 2001 |  |  |
|  | Italia (bandiera)        |  | Ilaria Sanguineti    | 1994 |  |  |
|  | Australia (bandiera)     |  | Amanda Spratt        | 1987 |  |  |
|  | Stati Uniti (bandiera)   |  | Tayler Wiles         | 1989 |  |  |